# جمهوری اول پرتغال
جمهوری نخست پرتغال یک دورهٔ ۱۶ ساله در تاریخ پرتغال است که پس از انقلاب اکتبر ۱۹۱۰ تا کودتا و سپس تشکیل دولت آنتونیو سالازار ادامه داشت.